# Стоклітинні шахи
Стоклітинні шахи - шахи, гральна дошка яких розширена до 100 клітинок (10х10) і, відповідно, до стандартного набору додані нові фігури зі своїми, властивим лише їм ходами.  Такі шахи мають купу різновидів і навіть свою шахову федерацію. 

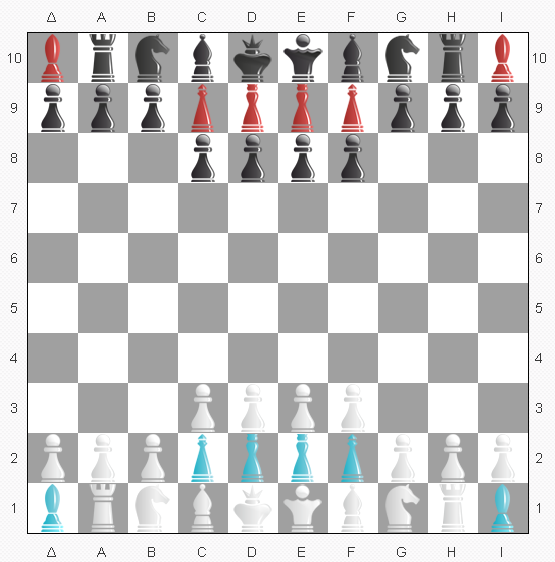
Малюнок 1. Стоклітинні шахи "Соколине полювання"

## Різновиди (версії) стоклітинних шахів
Існують стоклітинні шахи за версіями, наприклад за версією казахстанця Олександра Кочергіна, які включають додаткові фігури принца і принцеси. Стоклітинні шахи "Соколине полювання" (1982)[неавторитетне джерело] (особливістю якої є те, що кожен з двох гравців має комплект з 24 шахових фігур, до якого додано 2 соколи, 2 дельфіни, 2 принци і 2 пішаки); стоклітинні шахи за  версією Климковича В. М. (детальніше про які буде інформація нижче)  та ін.    

## Правила гри
У стоклітинних шахах  правила гри майже повністю, окрім деяких деталей, збігаються зі звичайними шахами. Гравці розташовують свої фігури на 2 перших рядах і рухають їх згідно зі звичайними шаховими правилами. Однак, через більшу кількість клітинок на полі, гра стає складнішою і вимагає від гравців більшої сконцентрованості, уважності та стратегічного мислення. У кожній версії 100-клітинних шахів  є деякі особливості в правилах гри.  

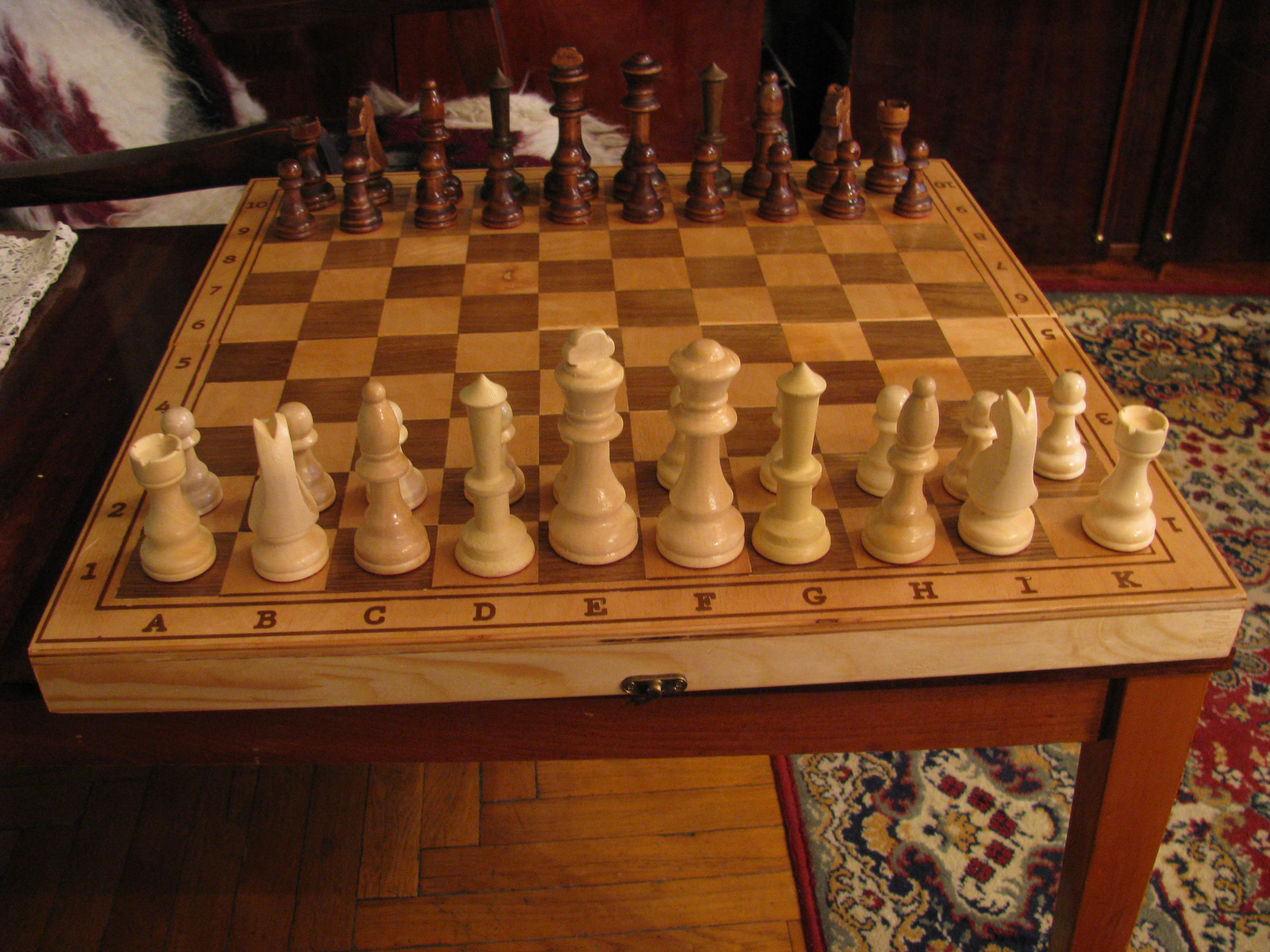
Фото 1. Стоклітинні шахи: загальний вигляд

Наприклад, правила гри 100-клітинних шахів за версією Климковича В. М. (патентна заявка зареєстрована в патентному інституті «ВНДІДПЕ» 23.11.1982 р. №3534570/12 ). У цій версії за основу прийнято 64-х клітинні шахи з наступними особливостями:
- ігрове поле розширено (фото 1) до 100 клітин;
- введено нову фігуру «візир» (два білих і два чорні). Візир ходить і вражає через одну клітинку, в тому числі зайняту іншою фігурою (фото 2) у всіх напрямках;
- на шаховому полі "Візир" займає місце поряд  з королем та ферзем;

- пішак свій перший хід може зробити на сусідню через одну або дві клітини;
- діє правило вільного рокірування короля, що полягає в наступному: гравець може застосувати правило рокірування, що діє для 64-х клітинних шахів. У цьому випадку запис короткого рокірування буде таким: 0-0-0, а довжиною 0-0-0-0. Нулі тут додані через розширення ігрового поля.
- при виборі гравцем правила вільного рокірування, король зміщується до тури, а тура обминаючи його, займає сусідню клітку. Запис «вільного рокірування» здійснюється з використанням знаку «+» - «плюс», тобто короткий запис 0+0+0, а довгий 0+0+0+0 . Алфавітна індексація клітин така: a, b, c, d, e, f, g, h, I, k Фігура "Візир" - b

Стоклітинні шахи можуть бути цікавою альтернативою звичайним шахам для тих, хто хоче випробувати щось нове і складніше, оскільки вимагають розвитку аналітичних і стратегічних навичок.
Для самостійної гри одного гравця автор стоклітинних шахів розробив спеціальну обертальну підставку: https://www.youtube.com/watch?v=6uveZm_XSH4